# Operação Kutuzov
A Operação Kutuzov (em russo:  операция Кутузов, transl. Operátsia Kutuzov) foi a primeira de duas contra-ofensivas lançadas pelo Exército Vermelho como parte da Operação Ofensiva Estratégica de Kursk, durante a Segunda Guerra Mundial.
Kutuzov começou em 12 de julho de 1943, no Planalto Central da Rússia, contra o Grupo de Exércitos Centro da Wehrmacht alemã. A operação recebeu o nome do general Mikhail Kutuzov, o general russo creditado com a vitória da Rússia sobre Napoleão, durante a invasão francesa da Rússia em 1812. A Operação Kutuzov foi uma das duas operações soviéticas em grande escala lançadas como contra-ofensivas na sequência da Operação Cidadela. A operação começou em 12 de julho e terminou em 18 de agosto de 1943, com a captura de Oriol e o colapso do bolsão de Oriol.

## Contexto
À medida que o fim da estação chuvosa se aproximava, o comando soviético considerava seus próximos passos. Josef Stalin desejava tomar a iniciativa e atacar as forças alemãs, mas foi convencido por seus principais comandantes a adotar uma postura defensiva inicial e permitir que os alemães se enfraquecessem no ataque a posições defendidas. Depois disso, as forças soviéticas passariam para a ofensiva. A Operação Kutuzov foi o plano ofensivo para as forças soviéticas perto de Moscou, enfrentando as forças alemãs do Grupo de Exércitos Centro. Ela foi executada por três frentes soviéticas (grupos do exército): a Frente Ocidental, a Frente de Briansk e a Frente Central. A ofensiva foi dirigida para o norte da área de Kursk, contra o 2º Exército Panzer alemão, com a intenção de cortar e prender o 9º Exército alemão e então conduzir operações ofensivas contra o saliente de Kursk.
Os alemães haviam espalhado suas forças por toda a frente, em um esforço para fornecer o máximo de homens e materiais para a Operação Cidadela. Guardando a frente da ofensiva soviética, estavam o 2º Exército Panzer e elementos do 9º Exército. A região tinha sido mantida pelas forças alemãs por quase dois anos, e, apesar de ordens de Hitler para que não construíssem obras defensivas na retaguarda, alguns preparativos haviam sido feitos. A construção de uma linha defensiva havia sido começada, tendo 5 a 7 km de profundidade, consistindo em campos minados, obras de trincheira interconectadas e pontos-fortes. Sempre que possível, os alemães aproveitavam as características do terreno, como riachos, ravinas e vales, mas as posições estavam mal defendidas.
A Stavka planejou duas ofensivas menores, como parte de uma grande ofensiva geral em toda a frente oriental. A Operação Kutuzov foi a ofensiva do norte, com o objetivo de acabar com o saliente de Oriol, cortado por detrás do 9º Exército, que estava envolvido em operações ofensivas em Kursk, a fim de cercá-lo e aniquilá-lo. Ao fazê-lo, os soviéticos esperavam causar um colapso geral das forças alemãs na União Soviética. O ataque começaria assim que as unidades blindadas alemãs envolvidas na Operação Cidadela se engajassem em combate e fossem enfraquecidas pela ofensiva em Kursk. O ataque inicial seria feito simultaneamente nas faces norte e leste do saliente de Oriol, com a Frente Central lutando ao longo da face sul do saliente, assim que a ofensiva alemã tivesse sido interrompida.
A inteligência alemã havia revelado as forças soviéticas se reunindo em frente ao 2º Exército Panzer, e essa notícia causou grande preocupação aos generais Kluge e Model. Os exércitos soviéticos destinados à operação haviam acumulado uma força de 1.286.000 homens e 2.400 tanques. Estes, foram apoiados por 26.400 bocas de fogo e 3.000 aeronaves.  

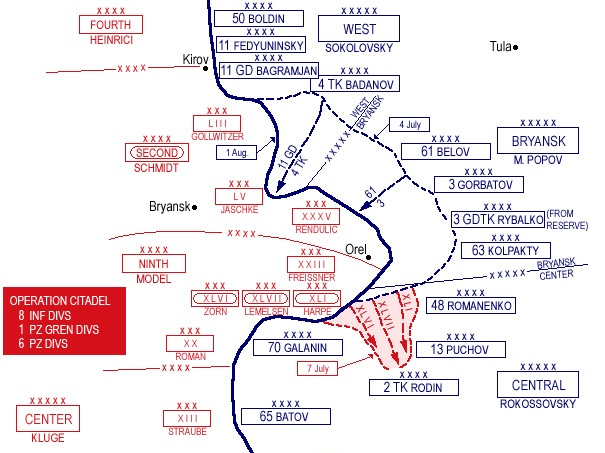
Mapa da Operação Kutuzov

A ofensiva soviética foi auxiliada por ataques de partisans, por trás das linhas alemãs. Aproximadamente 100.000 partisans soviéticos (segundo relatórios soviéticos) estavam trabalhando para interromper os esforços alemães para fornecer e reforçar suas forças. Os movimentos alemães de munição e reforços foram prejudicados durante toda a operação, por ataques a linhas de comunicação e rotas de suprimento, especialmente ferrovias. Os partisans operaram sob a orientação do Exército Vermelho.

## Ofensiva
Em 12 de julho, um pesado ataque de artilharia marcou o lançamento da ofensiva. Os exércitos da Frente de Briansk e da Frente Ocidental atacaram ao longo dos flancos norte e nordeste do 2º Exército Panzer. O ataque da Frente Ocidental foi liderado pelo 11º Exército da Guarda do Tenente-general Hovhannes Bagramyan, apoiado pelo 1º e 5º Corpo de Tanques. Os russos atacaram com números esmagadores. Ao longo de um setor de ataque de 16 km, perto de Ulianovo, seis divisões soviéticas de fuzileiros atacaram dois regimentos de infantaria alemães. Com uma profundidade de 5 a 7 km, as linhas defensivas alemãs eram mais profundas do que os soviéticos esperavam. As tropas na linha de frente soviética sofreram pesadas baixas, mas insistiram e, em algumas áreas, alcançaram uma penetração significativa. Os defensores ficaram impressionados com a tarde do primeiro dia, com o 11º Exército da Guarda avançando cerca de 23 km. A 5ª Divisão Panzer alemã tentou preencher a lacuna aberta pelos soviéticos, mas foi recebida pela armadura de apoio russa e forçada a recuar.
Os ataques iniciais na face oriental, pela Frente de Briansk, foram menos bem-sucedidos. Os 61º, 3º e 63º exércitos avançaram respectivamente 8, 14 e 15 km. No dia seguinte, o LIII Corpo de Exército alemão contra-atacou, e fez a Frente de Briansk parar. O terreno aberto favorecia as armas de longo alcance dos alemães. Kluge e Model anteciparam o ataque soviético, e foram rápidos em transferir unidades da área de Kursk para reforçar os defensores. Sua chegada oportuna ajudou a parar o avanço soviético.
Mais ao norte, o 11º Exército da Guarda estava forçando seu caminho através das defesas alemãs. Os alemães não tinham reservas para bloquear essas penetrações. Com o perigo de um avanço e o subsequente cerco de suas forças, a situação do 2º Exército Panzer logo deteriorou. O Grupos de Exércitos Centro transferiu o comando do 2º Exército Panzer para o Model, no final do segundo dia. Como Model já estava comandando o 9º Exército alemão, fazendo a porção norte do ataque de Kursk, a transferência de comando significava que ele estava agora no comando de todas as unidades alemãs na área de Oriol.

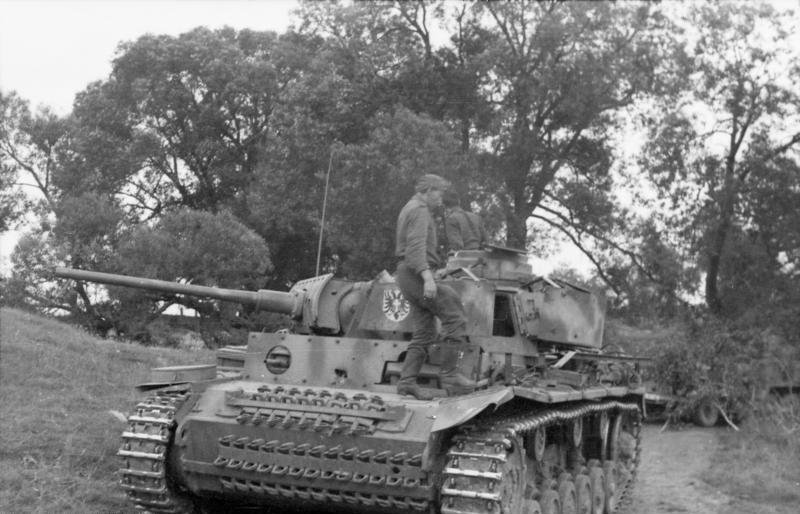
Um Panzer III da 2ª Divisão Panzer, perto de Oriol.

Três dias depois, iniciou-se a segunda fase da Operação Kutuzov, com ataques ao 9º Exército alemão por vários exércitos soviéticos. O total de tropas soviéticas agora envolvidas na Operação Kutuzov era de 1.286.049 homens, apoiados por 2.409 tanques e 26.379 peças de artilharia. Os soviéticos ampliaram a ofensiva, acrescentando ataques de apoio do 50º Exército ao norte do 11º Exército da Guarda. Entre o 50º Exército e a Frente de Briansk, o 20º Corpo de Tanques avaçava para Bolkhov, junto com um ataque da Frente Central na face sul. Para aumentar o ímpeto do ataque, os soviéticos adicionaram ao ataque o 3º Exército Blindado da Guarda e o 4º Exército de Tanques, provenientes da reserva. O 3º Exército Blindado da Guarda dirigiu-se diretamente para Oriol, tentando desenvolver o ataque ao leste, enquanto o 4º Exército de Tanques rumou sul, ao longo da maior brecha feita pelo 11º Exército da Guarda. Ao fazer isso, eles ameaçaram prender as forças alemãs defendendo a face leste do saliente de Oriol. Os esforços defensivos alemães foram prejudicados por ataques partisans às suas linhas de comunicação e de suprimento.
À medida que o avanço soviético se consolidava, a situação dos alemães tornou-se crítica. Todo o 9º Exército ameaçava ser cortado. Model enviou quase todas as suas unidades Panzer para ajudar o 2º Exército Panzer, cuja frente norte estava prestes a desmoronar, enquanto o 4º Exército enviou a 253ª Divisão de Infantaria para o norte. Os alemães conseguiram uma estabilização temporária da frente, enquanto o 9º Exército começou a se retirar do terreno capturado. A Frente Central soviética o seguiu, hesitando a princípio, mas aumentou a intensidade de seus ataques do solo e do ar. Em 18 de julho, o 9º Exército voltou aos seus pontos de partida em 5 de julho.

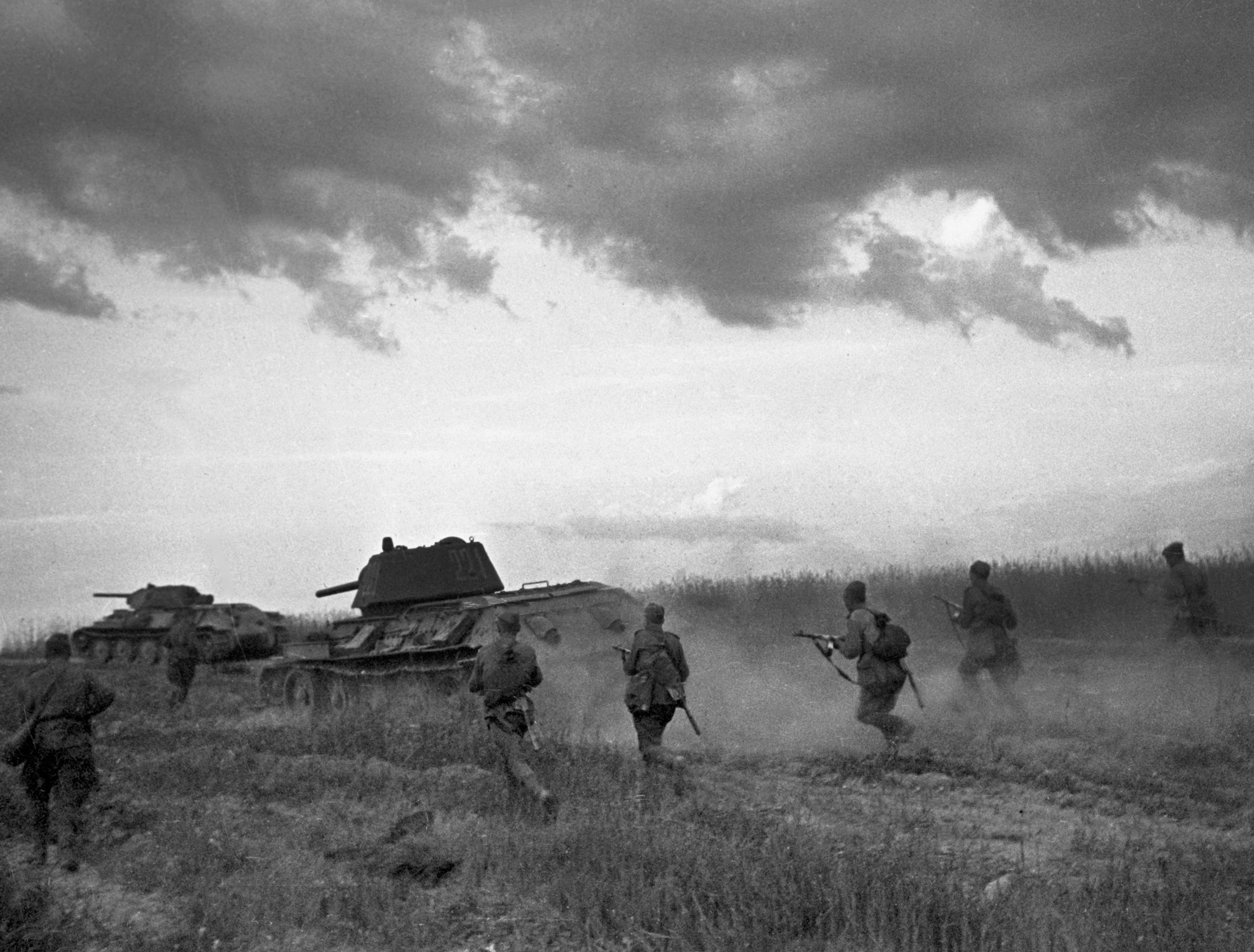
Soldados soviéticos seguem um T-34, perto de Briansk.

Uma série de confrontos ocorreram no saliente de Oriol, entre as reservas alemãs e as formações de tanques soviéticos. Embora Hitler proibisse a retirada de suas tropas, os soviéticos gradualmente ganharam terreno. Em 26 de julho, as tropas alemãs foram forçadas a abandonar a base de operações de Oriol e começar uma retirada para a posição de Hagen, a leste de Briansk. Com o 11º Exército da Guarda chegando nos arredores de Karachev, a meio caminho entre Oriol e Briansk, os soviéticos ameaçaram cortar a linha de trem que era a principal rota de abastecimento dos alemães. Em 29 de julho, Bolkhov foi libertada e em 4 de agosto começou a luta por Oriol. Depois de um dia de luta dura, Oriol foi tomada pelos soviéticos. Com sua posição insustentável, os alemães foram forçados a evacuar e retornar às posições preparadas na linha de Hagen. Em 18 de agosto, as tropas soviéticas chegaram à linha de Hagen, a leste de Briansk, na base do saliente de Oriol. Com a derrota alemã, a contra-ofensiva soviética começou a se transformar em uma ofensiva geral.

## Disputa pela superioridade aérea
A Força Aérea Soviética apoiou o ataque às posições terrestres alemãs, em conjunto com o bombardeio preliminar de artilharia. O 1º Exército Aéreo e o 15º Exército Aéreo realizaram 360 investidas contra as áreas de retaguarda alemãs, entregando cerca de 210 toneladas de bombas.
No setor sul do bolsão, os alemães registraram mais de 1.000 missões no primeiro dia, em oposição a 737 missões do 15º Exército Aéreo. A Luftwaffe destruiu cerca de 35 tanques, 14 canhões e 50 veículos da Frente de Briansk, retardando seu progresso. No final do primeiro dia, os soviéticos não conseguiram romper a primeira linha. Enquanto o 2º Exército Panzer foi gradualmente sendo forçado a recuar, a Luftwaffe lutou contra a Força Aérea Soviética, destruindo em 13 de julho 94 aviões soviéticos, incluindo 50 Sturmoviks.
A 1ª Divisão Flieger da Luftwaffe manteve superioridade aérea na região sul da batalha, em defesa do 9º Exército alemão, causando aos soviéticos algumas perdas significativas em aeronaves entre 13 e 16 de julho. Após seis dias de combates pesados, a força da Luftwaffe começou a diminuir. A 1ª Divisão Flieger voou 74 missões de interceptação contra 868 saídas realizadas pelo 16º Exército Aéreo. Embora os soviéticos continuassem a perder em confrontos táticos aéreos, sua presença geral no ar era dominante. A Força Aérea Soviética ajudou o 11º Exército da Guarda a avançar.
A Força Aérea Soviética realizou 60.995 vôos e lançou 15.000 toneladas de bombas em apoio a Kutuzov, enquanto a 1ª Divisão Flieger voou 37.421 missões e lançou mais de 20.000 toneladas de bombas contra alvos soviéticos.

## Resultado
A batalha foi a mais sangrenta das três principais operações durante a Batalha de Kursk. As perdas alemãs totais sofridas durante a batalha foram 86.454 homens mortos, feridos ou desaparecidos. Vítimas para o Exército Vermelho foram 112.529 homens mortos, com mais 317.361 feridos. As perdas de tanques e armas de assalto para o Exército Vermelho foram particularmente altas, com 2.586 veículos destruídos ou danificados durante Kutuzov. As perdas alemãs de tanques são desconhecidas, mas o Grupos de Exércitos Centro perdeu 343 veículos blindados durante as operações Cidadela e Kutuzov.
Alguns dos comandantes soviéticos ficaram descontentes com os resultados, reclamando que uma vitória ainda maior poderia ter sido ganha. Segundo o Marechal Rokossovski, "em vez de cercar o inimigo, nós apenas os empurramos para fora da protuberância. A operação teria sido diferente se tivéssemos usado nossa força para dois golpes pesados que se encontrassem em Briansk". Júkov expressou uma opinião semelhante. A operação Kutuzov foi bem-sucedida em desviar reservas alemãs destinadas à Operação Cidadela, e os soviéticos reduziram o saliente de Oriol e infligiram perdas substanciais ao exército alemão. A vitória soviética preparou o terreno para a Batalha de Smolensk, algumas semanas depois. Com a Operação Kutuzov, os soviéticos tomaram a iniciativa estratégica do teatro de operações oriental da Segunda Guerra Mundial, uma conquista que eles manteriam durante o restante do conflito.